# حصن شاطي
حصن شاطي الأثري يوجد أسفل عقبة قرية الحمران بمحافظة بلجرشي بمنطقة الباحة وينتمي لأصول قديمه لعائلة بتلك القرية.
بُني الحصن لغرض الدفاع ، فمنذ القدم والإنسان يعمد لبناء الحصون العالية من الحجارة الكبيرة على مرتفعات أعلى من المنازل وتهدف لمراقبة الأعداء ، وأصبحت ظاهرة مألوفة في كل القرى الجنوبية بالمملكة العربية السعودية وغيرها لما لها من أهمية دفاعية بحتة.